# پروکنسول (روم)

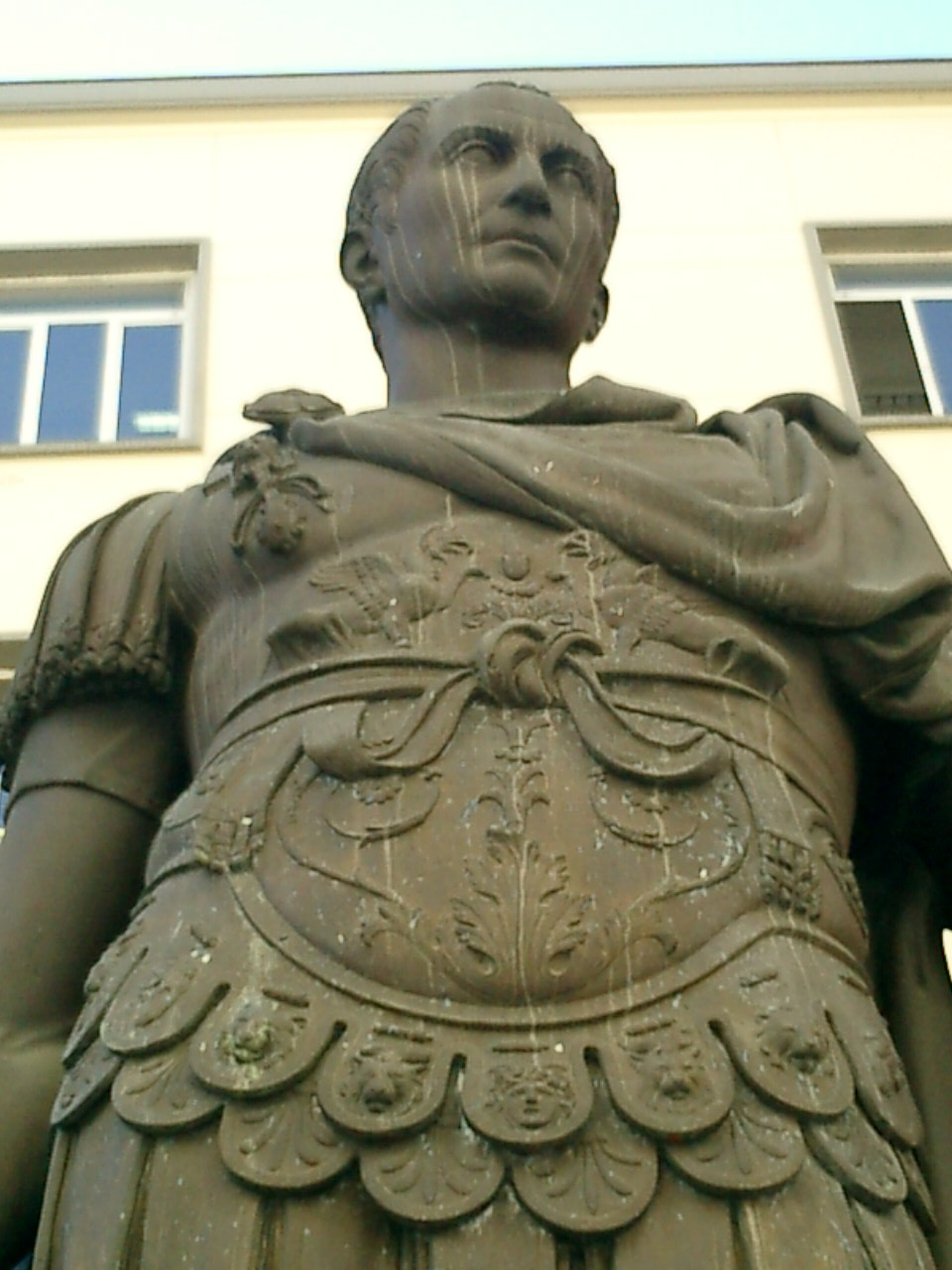
گایوس ژولیوس سزار، پروکنسول روم در ایالت گل از ۵۸ تا ۵۰ق. م

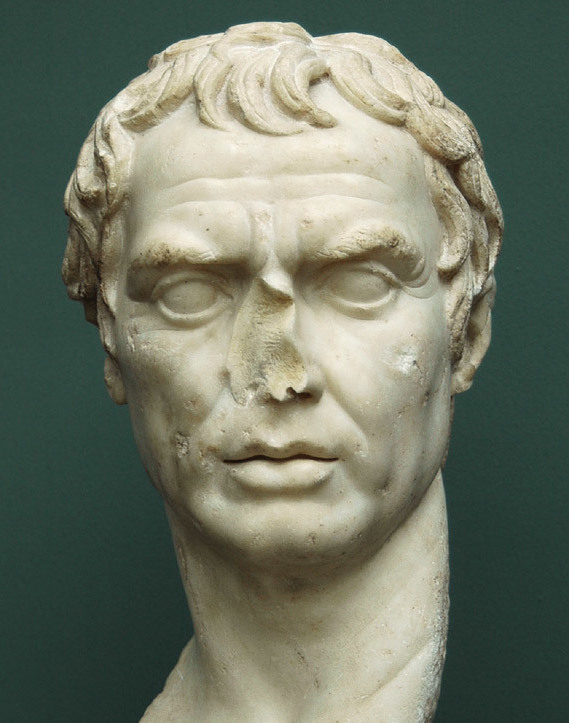
شیپیو آفریکانوس، یکی از برجسته‌ترین ژنرال‌های روم و فاتح نبرد زاما در طول دومین جنگ کارتاژ. وی از معدود کسانی بود که بی آنکه کنسول روم شود، به منصب پروکنسولی نایل شد.

یک پروکنسول (به لاتین: Proconsul) (به ایتالیایی: Proconsole)یک مأمور دولتی در جمهوری روم بود که به نیابت از یک کنسول در ایالات روم به انجام وظیفه می‌پرداخت. وی معمولاً خود سابقاً کنسول بود.
در جمهوری روم، فرماندهی نظامی یا به اصطلاح ایمپریوم∗، رسماً و قانوناً توسط یک کنسول اعمال می‌شد. هر ساله دو کنسول و تنها برای بازه زمانی یکساله منصوب می‌شدند. آنان نمی‌توانستند دوبار متوالی به عنوان کنسول خدمت کنند. اگر یک جبهه نظامی در پایان سال خدمتِ یک کنسول هنوز در جریان می‌بود، آن کنسول با انقضای مدت خدمتش (با پایان یافتن سال) ممکن بود از سوی سنا به عنوان پروکنسول برگزیده شود. این سنت سبب می‌شد فرماندهی نظامی یک نبرد با وجود تعویض مکرر و سالانهٔ کنسول‌ها همچنان تداوم داشته باشد و تعویض کنسول‌ها لطمه ای به تداوم فرماندهی وارد نکند. امّا در دوران امپراتوری روم، پروکنسول عنوانی بود که به فرمانداران غیرنظامی اعطا می‌شد و دیگر جنبهٔ نظامی نداشت.

## در دوران جمهوری
این منصب برای حل معضل نادر نظام سیاسی روم ایجاد شده بود. معضل این بود که تنها کنسول می‌توانست یک ارتش را رهبری کند، امّا تعویض سالانه کنسول‌ها ممکن بود در تداوم و یکپارچگی رهبری نظامی خلل ایجاد کند. اگر طول مدت مجاز کنسولی (دوازده ماه) در اواسط نبرد نظامی به اتمام می‌رسید، آنگاه وی می‌توانست از سوی سنا به عنوان پروکنسول برگزیده شود تا بدین ترتیب فرماندهی نبرد توسط وی ادامه یابد.
پوبیلیوس∗ یکی از دو کنسولِ سال ۳۲۷ق. م بود. زمانی که در پایان سال، مدت زمان تصدی اش به اتمام رسید (منقضی شد) ارتش وی در اواسط محاصرهٔ شهر نئاپولیس∗(ناپل امروزین) بود. مجمع مردم به جای آنکه ریسک تغییر فرماندهی را در چنین لحظهٔ حساسی بپذیرد، رأی داد که وی باید حتی پس از انقضای مدت کنسولی اش، هدایت نبرد را به عنوان پروکنسول ادامه دهد. برای همین پوبیلیوس تبدیل به نخستین پروکنسول روم شد.
با توسعه و گسترش در خارج از مرزهای ایتالیا و انضمام قلمروهای خارجی به جمع ایالات رومی، پروکنسول تبدیل به یکی از سه نوع حاکمان محلی روم شد. دو تای دیگر عبارت بودند از پرایتور و پروپرایتور.
به لحاظ نظری، پروکنسول‌ها به نیابت از یک کنسول انجام وظیفه می‌کردند؛ امّا در عمل، منصب پروکنسولی اغلب همچون تمدید طول مدت مجاز کنسولی نگریسته می‌شد. این تمدید تنها در خارج از دیوارهای شهر روم اعتبار داشت. این منصب در حقیقت نوعی گسترش (تمدید) فرماندهی نظامی یک کنسول بود.
در طول دومین جنگ سامنی∗، روم تعداد لژیون‌هایش را افزایش داد. منصب پروپرایتوری هم راه اندازی شد. اینان در حقیقت پرایتورهایی بودند که ایمپریومِ∗(اقتدار عالیهٔ نظامی) آنان تمدید شده بود و بدین ترتیب جواز هدایت یک ارتش ذخیره را بدست آوردند. پروپرایتورها اختیار رهبری یک ارتش را داشتند، درحالی که پروکنسول‌ها دو ارتش را.
در دوران جمهوری دو پروکنسول بودند که سابقهٔ تصدی منصب کنسولی را نداشتند؛ یکی از آنان شیپیونه آفریکانو بود. در طول دومین جنگ کارتاژ (۲۱۸ق. م تا ۲۰۱ق. م) شیپیونه آفریکانو داوطلب رهبری دومین لشکرکشی روم علیه کارتاژی‌ها در اسپانیا شد. وی جوانتر از آن بود که کنسول شود، برای همین با رأی مجمع مردمی به عنوان پروکنسول برگزیده شد.
با گسترش و وسعت یافتن روم، نیاز به حاکمان ایالتی رو به فزونی گذاشت. ایالات سیسیل در ۲۴۱ق. م و کورسیکا و ساردینیا در ۲۳۸ق. م به جمهوری منضم شدند. در ۲۲۷ق. م، دو پرایتور به ادارهٔ این دو ایالت نامبرده منصوب شدند. زمانی که ایالات هیسپانیا سیتریور∗و هیسپانیا اولتریور∗در ۱۹۷ق. م ایجاد شدند، دو پرایتور دیگر نیز اضافه شدند. پس از آن حتّی با وجود افزایش شمار ایالات، دیگر به تعداد پرایتورها افزوده نشد؛ بلکه رسم بر این شد که اقتدار (ایمپریوم) کنسول‌ها و پرایتورها را در پایان مدت مجاز تصدی شان، تمدید کنند و سپس آنان را به حکومت ایالات بفرستند.

## در امپراتوری بریتانیا
برخی از مأمورین مستعمراتی امپراتوری بریتانیا را با عنوان پروکنسول می نامیدند، از جمله آلفرد میلنر در آفریقای جنوبی، لرد کرزن در هند بریتانیا، لرد لوگارد در نیجریه، و لرد کیچنر در مصر و سودان. این رهبران مستعمراتی قادر به اِعمال ابتکارات شخصی بودند، حتّی هنگامی که حکومت لندن نسبت به ابتکارات بی میلی نشان می داد. کابینه های حزب محافظه‌کار غالباً نسبت به این ابتکارات بیشتر بردباری به خرج می دادند تا کابینه های حزب لیبرال.

## ایالات متحدهٔ امریکا
از بسیاری از فرماندهان و سفیران امریکایی به عنوان پروکنسول نام برده می شد. ویلیام هوارد تافت در فیلیپین (1903-1900)، لئونارد وود در کوبا، لوسیوس دی کلای در آلمان تحت اشغال متفقین، داگلاس مک آرتور در جمهوری اول کره، ادوارد لانسدال در ویتنام جنوبی، وسلی کلارک در بوسنی در 99-1994، پل برمر در حکومت ائتلاف موقت عراق در 2003، و دیوید پترائوس در عراق (08-2004) و افغانستان در 11-2010.

## دیدگاه وبر
ماکس وبر رهبری را به سه گونه تقسیم نموده‌است؛ رهبری سنتی، رهبری قانونی-عقلانی (بوروکراتیک)، و رهبری کاریزماتیک. یک پروکنسول می‌توانست همزمان یک بوروکرات قانون-مدار و یک شخصیّت کاریزماتیک باشد.